# Eutornoptera endosticta
Eutornoptera endosticta är en fjärilsart som beskrevs av George Francis Hampson 1926. Eutornoptera endosticta ingår i släktet Eutornoptera och familjen nattflyn. Inga underarter finns listade i Catalogue of Life.